# بنك الفلاحة والتنمية الريفية
بنك الفلاحة والتنمية الريفية (BADR) بدر مؤسسة مالية وطنية ينتمي إلى القطاع العمومي الجزائري. أنشئ في 13 مارس 1982 على شكل شركة مساهمة، وتتمثل مهامه في تنمية وتطوير القطاع الزراعي وتعزيز العالم الريفي ودعم نشاطات الصناعية التقليدية والحرفية.

## التاريخ
في أوائل العقد الأول من القرن الحالي ، منح بنك بدر قرضاً بقيمة 65 مليار دينار لشركة تونيك إمبالاج، وهي شركة جزائرية متوسطة الحجم.
كان لهذا القرض عواقب سلبية على عمل البنك بعد إفلاس شركة Tonic Emballage.
في مايو 2016، فتح البنك أول نقطة في البورصة.
في عام 2017 ، أعلن بنك بدر عن إطلاقه في التمويل الإسلامي قبل نهاية العام ، من خلال تقديم منتجات مصرفية متوافقة مع الشريعة الإسلامية.